# 노보쿠즈네츠키군

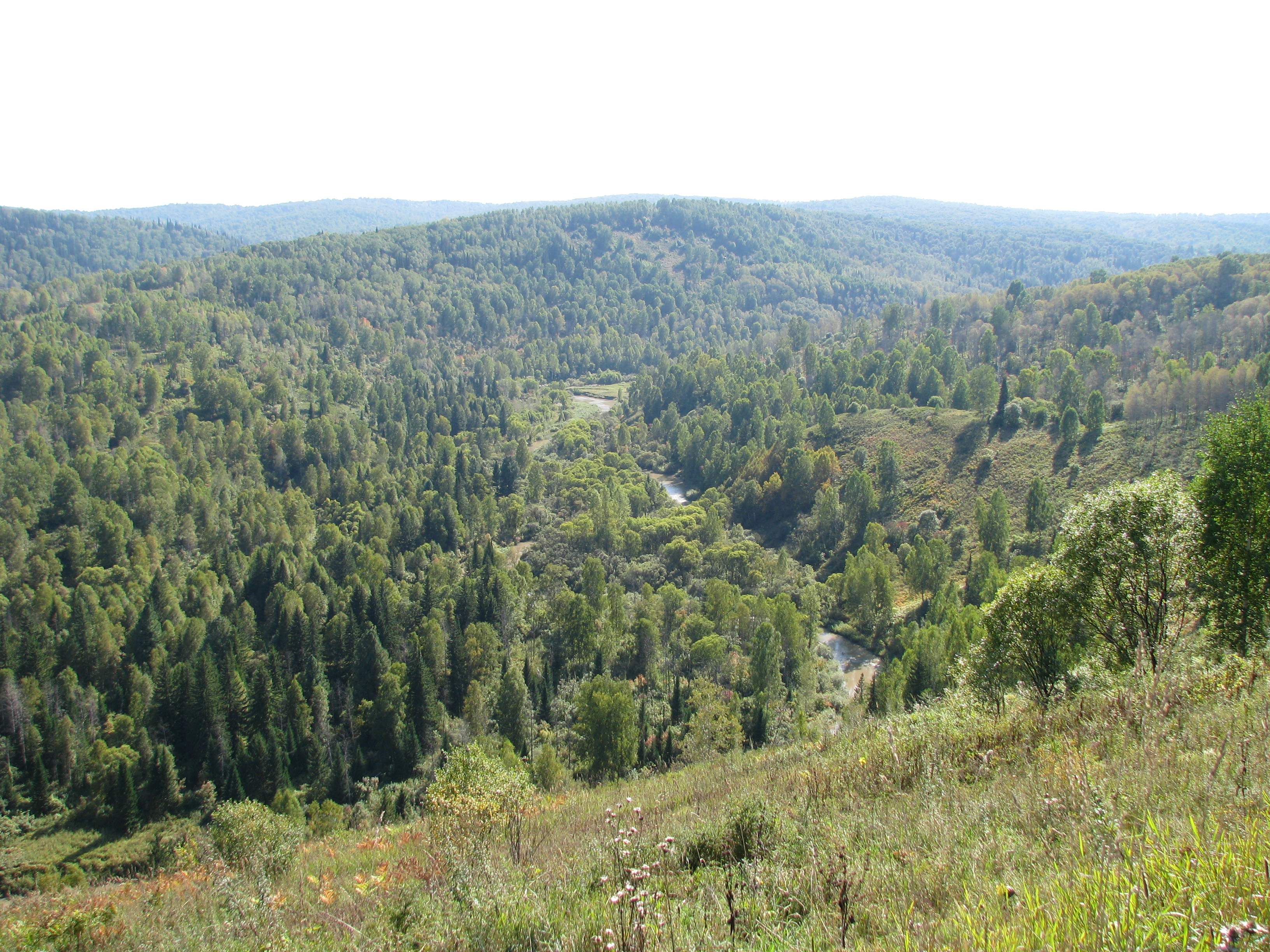

노보쿠츠네츠키 군(러시아어: Новокузнецкий район)은 케메로보 주의 남쪽에 있는 군이다. 서쪽은 알타이 지방에, 동쪽은 하카스 공화국, 남쪽은 타시타골스키 군, 메즈두레첸스키 군, 북쪽은 프로코피옙스키 군, 벨롭스키 군, 티술스키 군, 크라피빈스키 군에 접해 있다. 노보쿠즈네츠크(중심지), 오시니키, 칼탄, 미스키가 노보쿠즈네츠키 군에 속한 도시이다.

## 강
- 아바 강
- 콘도마 강
- 사리추미시 강
- 테르시 강
- 톰 강

## 도시
- 아바구르
- 아타마노보
- 벤제레프
- 베즈루코보
- 일린카
- 코스텐코보
- 쿠제데예보
- 노보쿠즈네츠크
- 사리추미시
- 소스놉카
- 치스토고르스키